# Mikołaj Wołkowycki
Mikołaj Wołkowycki (ur. 18 lipca 1925 w Białowieży, zm. 7 lutego 2011 w Białymstoku) – polski artysta plastyk, rzeźbiarz, malarz, pedagog.

## Życiorys
Syn Natalii z domu Ulezło i Teodora. W latach 1948–1955 studiował rzeźbę i malarstwo w Akademii Sztuk Pięknych w Warszawie, w klasie rzeźby pod kierunkiem Mariana Wnuka i Franciszka Strynkiewicza, w klasie malarstwa u Eugeniusza Eibischa – ucznia Jacka Malczewskiego. W latach 1955–1958 odbył studia doktoranckie i krótko pracował na uczelni jako asystent.
Debiutował na Ogólnopolskiej Wystawie Młodej Plastyki, zorganizowanej w 1955 r. w warszawskim Arsenale, która zrywając z estetyką socrealizmu, stanowiła przełomowe wydarzenie w sztuce polskiej po II wojnie światowej.
Po studiach przez kilka lat pracował jako nauczyciel – w latach 1960–1964 uczył w Państwowym Liceum Technik Plastycznych w Supraślu, w 1961–1963 był wykładowcą rysunku w Studium Nauczycielskim w Białymstoku, w 1964–1965 kierował sekcją wychowania plastycznego w Okręgowym Ośrodku Metodycznym w Białymstoku. W 1952 r. był jednym z założycieli Ludowego Zespołu Sportowego „Żubr”, w latach 1958–1962 trenował drużynę piłkarską tego klubu, a wcześniej grał w niej jako zawodnik.
Był założycielem Biura Wystaw Artystycznych w Białymstoku, którym kierował przez wiele lat (1965–1980), restaurując i adaptując na potrzeby tej instytucji Arsenał przy Pałacu Branickich, a następnie organizując Galerię Sztuki Współczesnej w rotundach, dzięki futurystycznemu projektowi zwanych „latającymi spodkami”. Członek "Grupy 3" w Białegostoku, którą tworzył wraz z Jerzym Lengiewiczem i Stefanem Rybi. Członek grupy artstycznej "Brama". Był jednym z pomysłodawców, pierwszym komisarzem i organizatorem - z  Jerzym Lengiewiczem - z ramienia Biura Wystaw Artystycznych w Białymstoku i Związku Polskich Artystów Plastyków cyklicznych Ogólnopolskich Plenerów Malarskich w Białowieży, współorganizował plenery rzeźbiarskie w Hajnówce. W latach 1964–1967 był wiceprezesem Zarządu Okręgu Białostockiego ZPAP, przez wiele lat należał do zarządu Sekcji Malarstwa tego okręgu.
Mikołaj Wołkowycki otwiera  plejadę białostockich mistrzów sztuk pięknych, w skład której wchodzą m.in. Wiktor Gutkiewicz, Stanisław Horno-Popławski, Stanisław i Placyda Bukowscy, Tadeusz Bołoz, Aleksander Wels, Jerzy Lengiewicz, Jerzy Łabanowski, Dymitr Grozdew, Józef Charyton, Władysław Pietruk, Wiktoria Tołłoczko-Tur,  Wiktor Wołkow, Piotr Sawicki, Henryk Rogoziński, Andrzej Górski, Marek Dolecki, Michał Markiewicz, którzy to swoją twórczością przyczynili się do rozwoju Białegostoku i jego kultury.
W malarstwie Mikołaja Wołkowyckiego przeważa abstrakcjonizm, z wyraźnymi nawiązaniami do symbolizmu i kapizmu. Mikołaj Wołkowycki był też autorem pejzaży, w większości silnie przesyconych realizmem magicznym. Jego wielkoformatowe prace wykonywane w technice oleju cechują się, w zależności od okresu twórczości, stonowaną, ciemną lub żywiołową kolorystyką, i często mocno eksponowaną fakturą. Niewielkich rozmiarów pastele wykorzystują zwykle paletę przenikających się odcieni zieleni i błękitów.

## Wystawy
Zbiorowe
- 1955 – Ogólnopolska Wystawa Młodej Plastyki, Arsenał, Warszawa
- 1958 – Wystawa Rzeźby Warszawskiej, Zachęta, Warszawa
- 1966 – Festiwal Malarstwa Współczesnego, Szczecin
- 1967, 1969, 1972, 1978 – Ogólnopolska Wystawa Malarstwa „Jesienne Konfrontacje”, Salon BWA, Szczecin
- 1965, 1966, 1969, 1970, 1973–1977 – wystawy poplenerowe, Białowieża, Hajnówka, Zwierzyniec, Solina, Augustów, Cetniewo, Nowogród, Prilep (Macedonia), Jastarnia
- 1969 – Międzynarodowa Wystawa „Temat Muzyczny we Współczesnym Malarstwie i Grafice”, Salon BWA, Bydgoszcz
- 1969 – Salon International „Paris-Sud”, Juvisy, Francja
- 1970 – Ogólnopolski Konkurs na Obraz Sztalugowy, Łódź
- 1973 – Wystawa „Obraz '73”, Galeria Sztuki Współczesnej, Białystok
- 1975 – Ogólnopolska Wystawa Malarstwa o Tematyce Kopernikowskiej, Salon BWA, Toruń
- 1977 – II Ogólnopolska Wystawa „Motywy Wiejskie w Polskim Malarstwie Współczesnym”, Salon BWA, Bydgoszcz
- 1978 – Ogólnopolski Konkurs im. Rafała Pomorskiego, Katowice
- 1978 – I środowiskowa wystawa stypendialna, Arsenał, Białystok
- 1979 – Wystawa Środowiskowa, Sombor, Serbia
- 1979 – wystawa 12 malarzy polskich, Altena, Gelsenkirchen, Bottrop, Niemcy
- 1980 – Wystawa Malarstwa Polskiego, Budapeszt
- 1983–1987 – I, II, III i IV Wystawa Sztuki Religijnej, Białystok
- 1984 – „Interart”, Salony Targów, Poznań
- 1985 – Wystawa Malarstwa Poświęconego Pamięci ks. Jerzego Popiełuszki, Białystok, Warszawa
- 1988 – wystawa pasteli, Bruksela
- 1991 – Wystawa Okręgowa, Muzeum Okręgowe, Białystok
- 1995 – Wystawa Grupy „Obraz”, Muzeum Okręgowe, Białystok

Indywidualne
- 1967 – Muzeum Okręgowe, Białystok
- 1967 – Dom Plastyki, Warszawa
- 1968 – Salon BWA, Sopot
- 1968 – Galeria BWA, Lublin
- 1968 – Dom Związków Twórczych, Wrocław
- 1968/1969 – Galeria Brama, Białystok
- 1971 – Dom Związków Twórczych, Opole
- 1978 – Zamek Książąt Pomorskich, Szczecin
- 1978 – Muzeum Regionalne, Siemiatycze
- 1987, 1989 – Galeria „Sztuki Polskiej”, Białystok
- 1993 – Wystawa Retrospektywna, Twórczość Lat 1955–1992, Galeria Arsenał, Białystok
- 1998 – Galeria „Politechnika”, Białystok
- 2012 – Wystawa „Mikołaj Wołkowycki (1925–2011) – Malarstwo”, Muzeum Podlaskie w Białymstoku, Ratusz, Białystok
- 2012 – Muzeum Przyrodniczo-Leśne Białowieskiego Parku Narodowego, Białowieża
- 2016/2017 – Muzeum i Ośrodek Kultury Białoruskiej, Hajnówka

## Odznaczenia, nagrody i wyróżnienia
- Krzyż Kawalerski Orderu Odrodzenia Polski (1990)
- Złoty Krzyż Zasługi (1972)
- Złota Odznaka „Zasłużony Białostocczyźnie” (1995)
- Nagroda na Festiwalu Malarstwa Współczesnego w Szczecinie (1966)
- Złoty medal zespołowy na wystawie Salon International „Paris Sud” w Juvisy we Francji (1969)
- Nagroda w Konkursie na Obraz Sztalugowy w Łodzi (1970)